# Джуэлл, Ричард
Ричард Алленсворт Джуэлл (англ. Richard Allensworth Jewell, при рождении Ричард Уайт (англ. Richard White; 17 декабря 1962 года, Данвилл (Вирджиния) — 29 августа 2007 года, Вудбери (Джорджия)) — американский охранник и полицейский, известный своей ролью в событиях, связанных с терактом в парке Столетия Олимпиады на летних Олимпийских играх 1996 года в Атланте. Работая охранником около башни AT&T, он обнаружил рюкзак с тремя трубчатыми бомбами. Джуэлл предупредил полицию и охрану парка, а затем активно помогал эвакуировать людей из района до взрыва бомбы. Первоначально провозглашенный СМИ героем, позднее Джуэлл оказался в статусе главного подозреваемого, но в конечном итоге был оправдан и полностью реабилитирован.
Несмотря на то, что ему никогда не предъявляли обвинения, он прошёл через травлю в СМИ, что повлияло на его личную и профессиональную жизнь. В конечном итоге в терактах был признан виновным Эрик Рудольф, а Джуэлл был реабилитирован. В 2006 году губернатор Джорджии Сонни Пердью публично поблагодарил Джуэлла от имени штата за спасение жизни людей на Олимпийских играх.

## Биография
Джуэлл родился под именем Ричард Уайт в Данвилле, штат Вирджиния. Мать Боби Джуэлл была координатором страховых выплат. Отец Роберт Эрл Уайт работал в Chevrolet. Родители Ричарда развелись, когда ему было четыре года. Когда его мать вступила в повторный брак с Джоном Джуэллом, руководителем страховой компании, его отчим усыновил его.
После теракта Джуэлл работал в различных правоохранительных органах, в том числе в полиции в Пендерграссе, штат Джорджия. До своей смерти он работал заместителем шерифа в округе Меривезер, штат Джорджия.
Джуэлл умер 29 августа 2007 года в возрасте 44 лет от сердечной недостаточности и осложнений диабета.

## Теракт
Джуэлл, работая охранником на мероприятиях Летней Олимпиады 1996 в Атланте, ночью 27 июля обнаружил в парке Столетия Олимпиады под скамейкой рюкзак, в котором оказались самодельные трубчатые бомбы, и немедленно оповестил сотрудников Бюро расследований штата Джорджия. Спустя девять минут в службу 911 поступил анонимный звонок о заложенной бомбе в парке, когда эвакуация уже проводилась полным ходом. Бомба взорвалась спустя 13 минут, убив двух человек и ранив более ста.

### Расследование и освещение в СМИ
Сначала, новости хвалили Джуэлла как героя за помощь в эвакуации периметра после того, как он заметил подозрительную сумку. Три дня спустя газета The Atlanta Journal-Constitution рассказала, что ФБР рассматривает его как возможного подозреваемого, основываясь в основном на психологическом портрете «террориста-одиночки». В течение следующих нескольких недель средства массовой информации муссировали версию того, что Джуэлл был организатором теракта, называя его неоднозначным термином «человек, представляющий интерес», то есть находящийся под подозрением, но не под арестом. Средства массовой информации в различной степени изображали Джуэлла неудачником и плохим сотрудником правоохранительных органов, который, возможно, заложил бомбу, чтобы затем «найти» её и стать героем.
Джуэллу официально не было предъявлено обвинение, но ФБР дважды тщательно и публично обыскало его дом, регулярно допрашивало его коллег, досконально изучило его прошлое и осуществляло круглосуточное наблюдение за ним. Давление стало ослабевать только после того, как адвокаты Джуэлла наняли бывшего агента ФБР для допроса на детекторе лжи, который Джуэлл прошёл 26 октября 1996 года.
Следователь прокуратуры США Кент Александер направил Джуэллу письмо, официально оправдав его, заявив, что, «основываясь на доказательствах, выявленных на сегодняшний день, […] ФБР не считает Ричарда Джуэлла подозреваемым по уголовному расследованию о взрыве 27 июля 1996 года в парке Столетия Олимпийских Игр».

### Иски о клевете
Позднее Джуэлл подал в суд иск на средства массовой информации, в первую очередь, NBC News и The Atlanta Journal-Constitution, и настаивал на том, чтобы ему принесли официальные извинения. NBC News выплатило Джуэллу по иску 500 тысяч долларов. Аналогичные иски к CNN и New York Post были урегулированы выплатой компенсации в неразглашаемой сумме.
Газета The Atlanta Journal-Constitution была единственным ответчиком, который не рассчитался с Джуэллом. Иск находился на рассмотрении в течение нескольких лет, рассматривался Верховным судом штата Джорджия и стал важной частью прецедентного права, касающегося возможности принуждения журналистов к раскрытию своих источников. Сторона Джуэлла продолжала настаивать на завершении этого дела даже после его смерти в 2007 году, но в июле 2011 года Апелляционный суд штата Джорджия вынес решение в пользу ответчика. Суд пришёл к выводу, что «поскольку статьи в целом были в значительной степени правдивыми на момент их публикации, — даже если подозрения следователей в конечном итоге были признаны необоснованными, — они не могут служить основанием для иска о клевете».
Джуэлл также подал иск против своего бывшего работодателя, президента Пьемонтского колледжа Рэймонда Клира и официального представителя колледжа Скотта Ролеса. Пьемонтский колледж согласился на выплату компенсации в неразглашаемой сумме.

## Наследие
13 декабря 2019 года вышел фильм «Дело Ричарда Джуэлла», снятый режиссёром Клинтом Иствудом по сценарию Билли Рэя. Роль Джуэлла исполнил Пол Уолтер Хаузер.
В 2020 году в США вышел второй сезон сериала «Охота» с подзаголовком «Смертельные игры», состоящий из 10 серий и также посвященный событиям 1996 года в Атланте. Режиссёр Майкл Диннер, роль Джуэлла исполнил Кэмерон Бриттон.